# Miguel Daux
Miguel Daux (Palhoça, 15 de novembro de 1908 – 16 de dezembro de 1965) foi um comerciante e político brasileiro.
De origem libanesa, era filho de José Daux e Sada Massa Daux. Casou-se com Lydia Boabaid Daux.
Nas eleições de 1954 foi candidato a deputado estadual à Assembleia Legislativa de Santa Catarina pelo Partido Social Democrático (PSD), obtendo 2.688 votos e ficando suplente, sendo convocado para a 3ª Legislatura (1955-1959).